# Dindigul
Dindigul (Tamil: திண்டுக்கல் Tiṇṭukkal) ist eine ca. 220.000 Einwohner zählende Großstadt im südindischen Bundesstaat Tamil Nadu. Sie ist Verwaltungssitz des Distrikts Dindigul.

## Lage
Dindigul liegt in der Ebene zwischen den Palani-Bergen (westlich) und den Sirumalai-Bergen (östlich) im südlichen Zentrum Tamil Nadus in einer Höhe von 285 m ü. d. M.; die Stadt Madurai liegt ca. 71 km (Fahrtstrecke) nördlich. Das Klima ist tropisch warm; Regen fällt hauptsächlich in den Monsunmonaten August bis Dezember.

## Bevölkerung
Offizielle Bevölkerungsstatistiken werden erst seit 1991 geführt und regelmäßig veröffentlicht. Der Zuwachs der Bevölkerung in den letzten Jahrzehnten ist im Wesentlichen auf die anhaltende Zuwanderung von Familien aus dem Umland zurückzuführen. 
| Jahr      | 1991    | 2001    | 2011    |
| Einwohner | 182.477 | 196.955 | 207.327 |

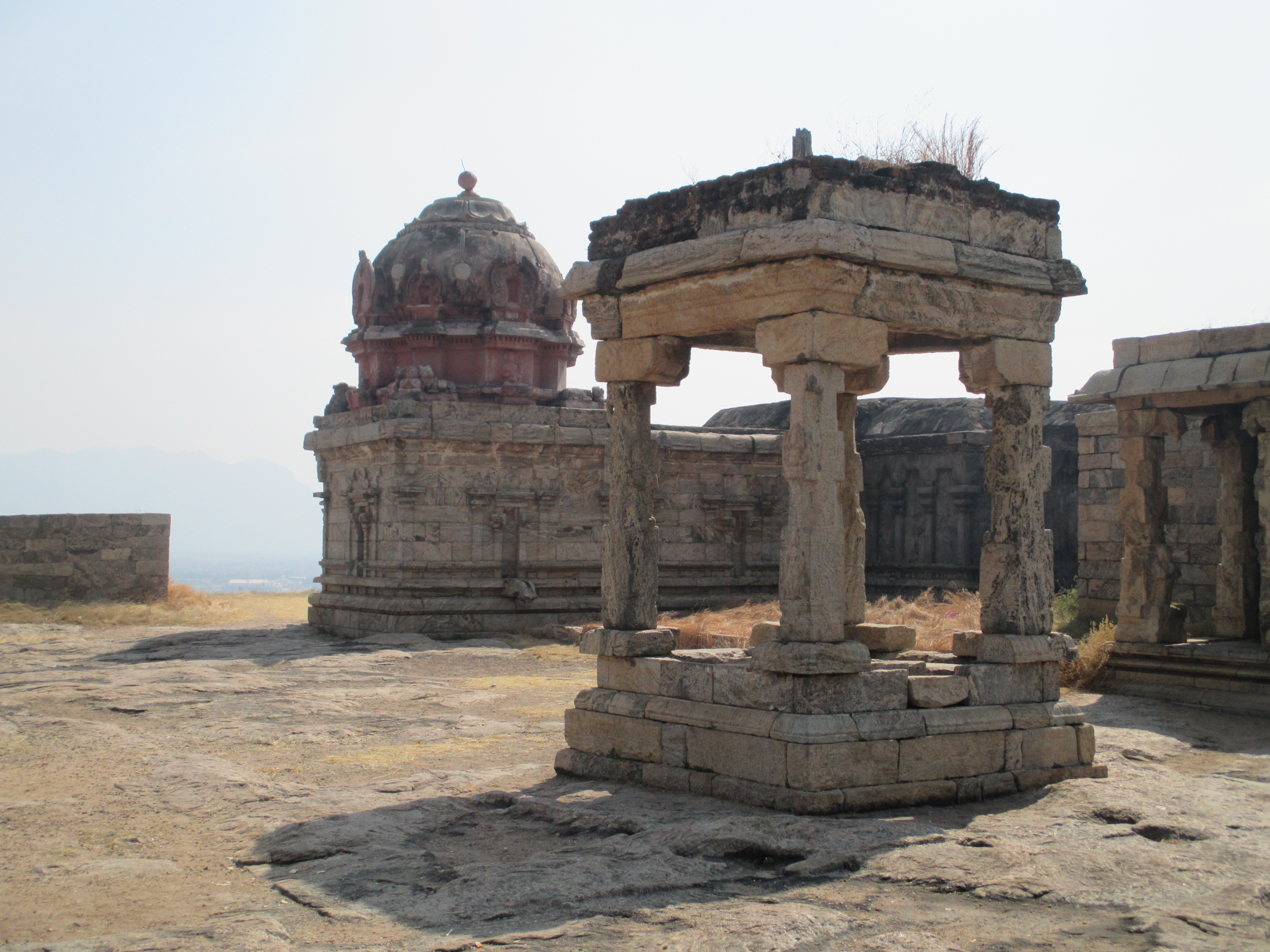
Dindigul-Fort – Tempel

Gut 69 % der Einwohner Dindiguls sind Hindus, gut 16 % sind Christen und knapp 15 % Muslime; ein kleiner Rest entfällt auf Jains, Sikhs und Buddhisten. Die Hauptsprache ist das Tamil, das von 87 % der Bevölkerung als Muttersprache gesprochen wird; 6 % sprechen Telugu, 5 Saurashtri und 1 % Urdu.

## Wirtschaft
Heute ist Dindigul ein wichtiger Fernstraßen- und Eisenbahnknotenpunkt und ein regionales Handelszentrum für die landwirtschaftlichen Erzeugnisse der Umgebung (Reis, Erdnüsse, Obst, Kaffee, Gewürze, Zwiebeln). Traditionell gehört die Herstellung und Verarbeitung von Leder zu den wichtigsten Gewerben. Darüber hinaus sind die Textil- (Baumwolle, Seide), Tabak- und Schmuckindustrie von Bedeutung.

## Geschichte
Obwohl schon im Altertum bekannt, war Dindigul unter den Chola, Pandya und den Herrschern von Vijayanagar von geringer Bedeutung. Mit dem Niedergang des Vijayanagar-Reiches im 16. Jahrhundert konnte die Nayak-Dynastie von Madurai ihre Herrschaft über die Stadt sichern. Zur Sicherung seiner Nordgrenze ließ der Nayak ab 1605 eine Festung auf der Spitze des die Stadt überragenden Berges errichten. Im Jahr 1742 fiel die strategisch bedeutsame Festungsstadt in die Hände Mysores. Im Zweiten Mysore-Krieg (1780 bis 1784) zwischen Mysore und der Britischen Ostindien-Kompanie nahmen die Briten sie ein, mussten sie aber nach Beendigung des Krieges wieder abtreten. 1790 gelang ihnen im Zuge des Dritten Mysore-Krieges (1789 bis 1792) die endgültige Einnahme. Bis zum Jahr 1859 diente Dindigul als britischer Armeestützpunkt, danach wurde dieser nach Madurai verlagert. Im Jahr 1875 erhielt die Stadt einen Eisenbahnanschluss.

## Sehenswürdigkeiten
Wichtigste Sehenswürdigkeit der Stadt ist ein großes Bergfort auf einem westlich gelegenen ca. 1 km westlich gelegenen und maximal etwa 90 m hohen Granitberg. Es wurde zu Beginn des 17. Jahrhunderts von den Nayaks von Madurai erbaut, ging aber im 18. Jahrhundert an den Fürstenstaat Mysore über, dessen Generäle Haidar Ali und Tipu Sultan jedoch in der zweiten Hälfte des Jahrhunderts die Macht an sich rissen. Im Jahr 1790 fiel das Fort an die Briten. Im von einer knapp 3 km langen Festungsmauer umgebenen Fort befinden sich mehrere Wassertanks; daneben gibt es Pferdeställe, Gefängniszellen und eine Küche. Außerdem stehen hier mehrere Tempel.